# Rademacher (Adelsgeschlecht)

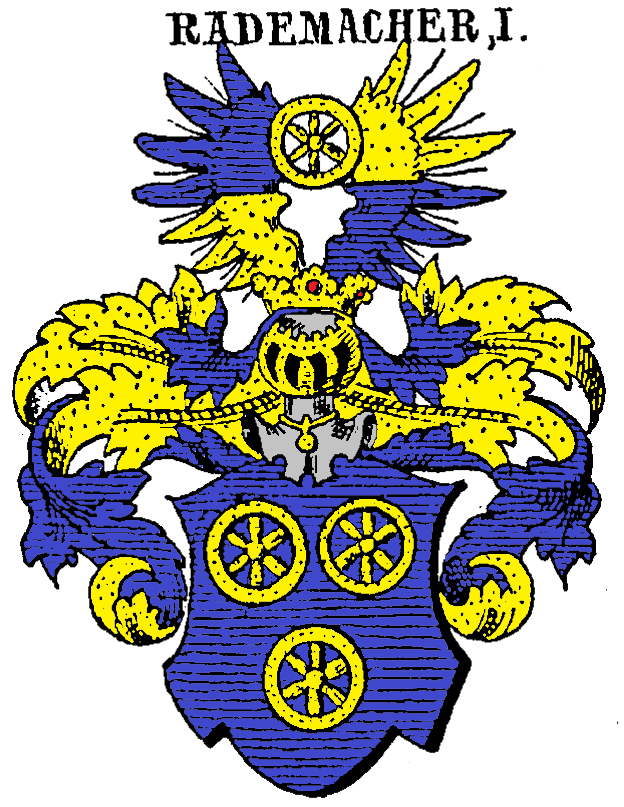
Wappen derer von Rademacher (Variante I, Stammwappen) im Siebmachers Wappenbuch (nachkoloriert)

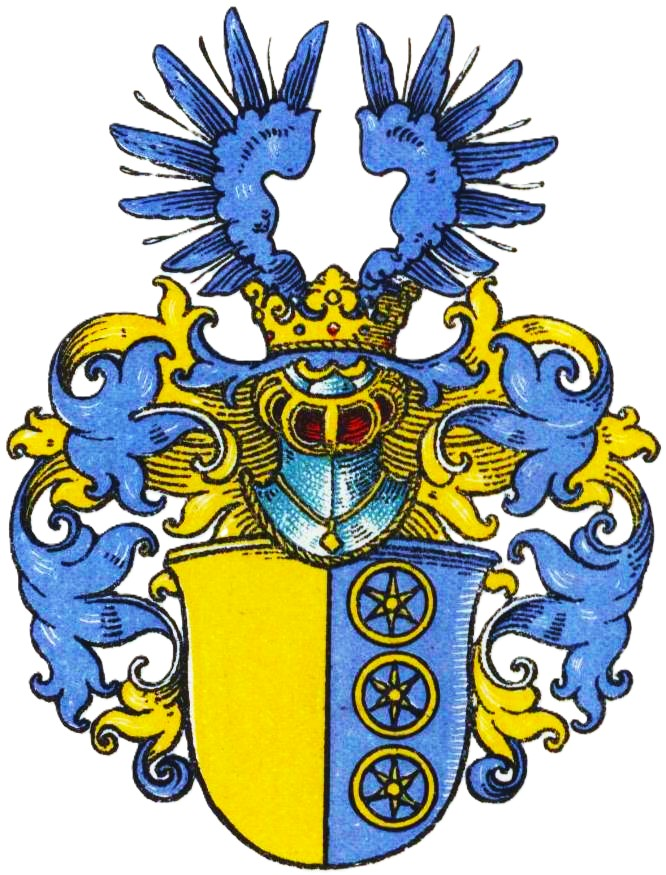
Wappen derer von Rademacher (Variante II) im Wappenbuch des Westfälischen Adels

Rademacher ist der Name eines erloschenen westfälischen Briefadelsgeschlechts.
Die Familie ist zu unterscheiden von dem deutsch-niederländischen Briefadelsgeschlecht Rademacher von Radehausen. Eine Abstammung von den Rodemach ist nicht nachgewiesen.

## Geschichte
Das Geschlecht stammt aus Soest und ist seit dem 15. Jahrhundert nachweisbar. Am 13. Juli 1549 wurde die Familie von Kaiser Karl V. in den Adelsstand erhoben.
Seit dem 16. Jahrhundert war die Familie im Rat der Stadt Soest vertreten. Von den Söhnen des Soester Kaufmanns und Ratsherrn Wilhelm Rademacher († 1673), der mit Anna von Bruwerdinghausen verheiratet war, wurden zwei Söhne Anfang des 18. Jahrhunderts Soester Bürgermeister. Zunächst der jüngste Sohn, der promovierte Arzt Eberhard Rademacher (* 1648; † 1716), der mit der Rhedaer Honorationentochter Gertrud Anna Bucksilber verheiratet war und dessen einziges Kind, Luise Katharina Rademacher, den Soester Bürgermeister Johann Arnold Schwachenberg heiratete. Später auch der ältere Bruder Heinrich Rademacher (* 1643; † 1715). Dieser war in erster Ehe mit Anna Maria Witte, eine Schwester des Soester Bürgermeisters Konrad Theodor Witte, und in zweiter Ehe mit einer Krakerügge verheiratet. Von diesen Eheleuten stammen diejenigen Familienangehörigen, die sich später vielfach in preußischen Militärdiensten finden. Ein Teil der Familie blieb noch länger in Soest, ein anderer Teil war auf Gut Broel bei Borgeln ansässig.
Luise Antoinette von Rademacher war 1778 Stiftsfräulein zu St. Walburgis in Soest. Arnold Eberhard von Rademacher (* ca. 1728; † 1803) war königlich-preußischer Kriegs- und Domänenrat. Er war mit Maria Luise von Roëll verheiratet. Sie erscheint noch 1790 als Witwe. Das letzte in Soest nachweisbare Familienmitglied war Maria Antonie Dorothea von Rademacher († 1836), seit 1780 Ehefrau des Heinrich Adam Regenherz, späterer Soester Stadtpräsident.
Noch 1857 erscheinen Friedrich Karl Wilhelm von Rademacher, herzoglich-sächsisch-koburg-gothaischer Oberschenk und Kammerherr und Albert von Rademacher, Kammerjunker.

## Persönlichkeiten
- Arnold Eberhard von Rademacher († 1803), königlich-preußischer Kriegs- und Domänenrat
- Eberhard Rademacher (1648–1716), Soester Bürgermeister 1703–1705, 1707–1709
- Heinrich Rademacher (1643–1715), Soester Bürgermeister 1705–1707, 1710–1712

## Wappen
Die Familie führte zwei Wappenformen. Variante I ist das Stammwappen. Variante II wurde einem Siegelabdruck zufolge Mitte des 18. Jahrhunderts geführt:
Blasonierung der Wappenvariante IIn Blau drei (2:1) goldene Räder. Auf dem gekrönten Helm mit blau-goldenen Decken ein goldenes Rad zwischen einem offenen von Blau und Gold übereck geteilten Flug.
Blasonierung der Wappenvariante IIVon Gold und Blau gespalten. Rechts leer, links drei pfahlweise gestellte Räder. Auf dem gekrönten Helm mit blau-goldenen Helmdecken ein offener blauer Flug.
Zu vermuten ist daher, dass eine Wappenmehrung in Anlehnung an das Wappen der uradeligen Bruwerdinghausen vollzogen wurde.